# Нэмури Кёсиро: Китайский нефрит
«Нэмури Кёсиро: Китайский нефрит» (яп. 眠狂四郎殺法帖, Нэмури кёсиро саппо:тё; англ. Sleepy Eyes of Death: The Chinese Jade) — японский фильм в жанре тямбара, поставленный режиссёром Токудзо Танака в 1963 году. Первый фильм из того, что впоследствии станет выдающейся серией из двенадцати кинолент, пока не даёт особых намеков на более позднюю мрачную креативность и психоделическую атмосферу лучших фильмов цикла «Нэмури Кёсиро», но в основном представляет собой добротное развлечение в жанре тямбара с несколькими удачными моментами. Ранее приключения циничного евразийского ронина Нэмури Кёсиро, основанные на одноимённой серии романов писателя Рэндзабуро Сибаты, уже были экранизированы в трёх фильмах кинокомпанией «Тохо» с Кодзи Цурутой в главной роли. Однако та серия фильмов оказалась слишком традиционной по своему стилю, чтобы иметь большой успех, и пренебрегла аморальным и гротескно-преувеличенным стилем романа, который сделал его столь популярным, в пользу рутинного развлечения дзидайгэки. Только вторая попытка, на этот раз спродюсированная кинокомпанией «Дайэй», позволила создать достойную экранизацию. Благодаря циклу «Нэмури Кёсиро», недавно коронованная суперзвезда Daiei Райдзо Итикава наконец поднялся до ранга одной из величайших легенд Chambara eiga («фильмов о боях на мечах»). 

## Сюжет
В жестоком мире феодальной Японии Нэмури Кёсиро, ронин со стальным взглядом и непревзойденным талантом, оказывается втянутым в паутину обмана, амбиций и предательства. В начальной сцене на него нападают шесть ниндзя на открытом пространстве ночью. Он предупреждает их, что если он достанет свой меч, они умрут. Он это делает, они умирают в водовороте его быстрых действий, и он спокойно уходит, не имея ни малейшего понятия, почему кто-то послал их напасть на него. Неожиданно Немури оказывается в центре соперничества между важным даймё, лордом Кага, и контрабандистом, обманутым лордом, который скрыл доказательства нарушения закона Кагой. Этим доказательством является статуэтка из нефрита. В ней содержится документ, подтверждающий выдачу ордера на контрабанду. Если документ попадет в руки сёгуната, то весь чрезвычайно богатый клан Кага потеряет всё своё имущество, а сам лорд лишится жизни. Патриарх клана Кага, питающий иллюзию, что уничтожил своего сообщника-контрабандиста, содрогается при мысли о том, что сёгунат раскроет его незаконные намерения. Начинают всплывать решающие доказательства его вины, подливая масла в огонь надвигающейся гибели. Однако предположительно погибший партнёр жив, залечивает шрамы предательства и ищет мести с помощью мастера бокса Сёрендзи, одновременно тоскуя по украденному богатству. Загнанный в угол лорд Кага использует очаровательную Тису, чтобы заручиться поддержкой Нэмури, затеяв сложную игру. Далее происходит непредвиденный поворот: Немури, закаленный ронин, поддаётся незнакомому чувству любви.
... центральный персонаж Немури Кёсиро в первом фильме, по-видимому, совершенно не раскрыт. Хотя он и произносит циничные фразы во время сражений со своими противниками, например: «Это так расточительно. Твои тренировки, должно быть, заняли много лет» или «Как только я достану меч, вы все трупы», его персонаж больше похож на одного из типичных непобедимых героев Райдзо Итикавы и лишен ядовитого обаяния и экзистенциального отчаяния, которые он привил своему Немури Кёсиро в более поздних фильмах. 
... «Нэмури Кёсиро: Китайский нефрит» представляет собой добротное, хотя и во многом традиционное развлечение в жанре тямбара, недостатки которого, такие как некоторая нераскрытая проработка характера главного героя, компенсируются яркими второстепенными персонажами и загадочным сюжетом.

## В ролях
- Райдзо Итикава — Кёсиро Нэмури
- Тамао Накамура — Тиса
- Томисабуро Вакаяма (под псевдонимом Кэндзабуро Дзё) — Чэнь Сунь
- Кацухико Кобаяси — Риса
- Кэйко Огимати — гейша Утакити
- Титосэ Маки — Токивадзу
- Соноскэ Савамура — премьер-министр Маэда
- Сабуро Датэ — Гохэй Дзэния
- Гэн Кимура — Нэгоро
- Кимико Татибана — хозяйка гостиницы

## Премьеры
- — 2 ноября 1963 года состоялась национальная премьера фильма в Токио[2]

## Комментарии
1. ↑  Пабло Ноте (род. в 1994 г. в Мюнхене) — немецкий кинообозреватель и режиссёр, историк кино и исследователь на многочисленных англо- и немецкоязычных сайтах, основатель крупнейшего в Германии сайта о японском классическом кино www.nippon-kino.net. Снял несколько десятков короткометражных фильмов, а также написал около 200 аналитических работ по кино.